# Ботлихский район
Бо́тлихский район (авар. Болъихъ мухъ) — административно-территориальная единица и муниципальное образование (муниципальный район) в составе Дагестана Российской Федерации.
Административный центр — село Ботлих.

## География

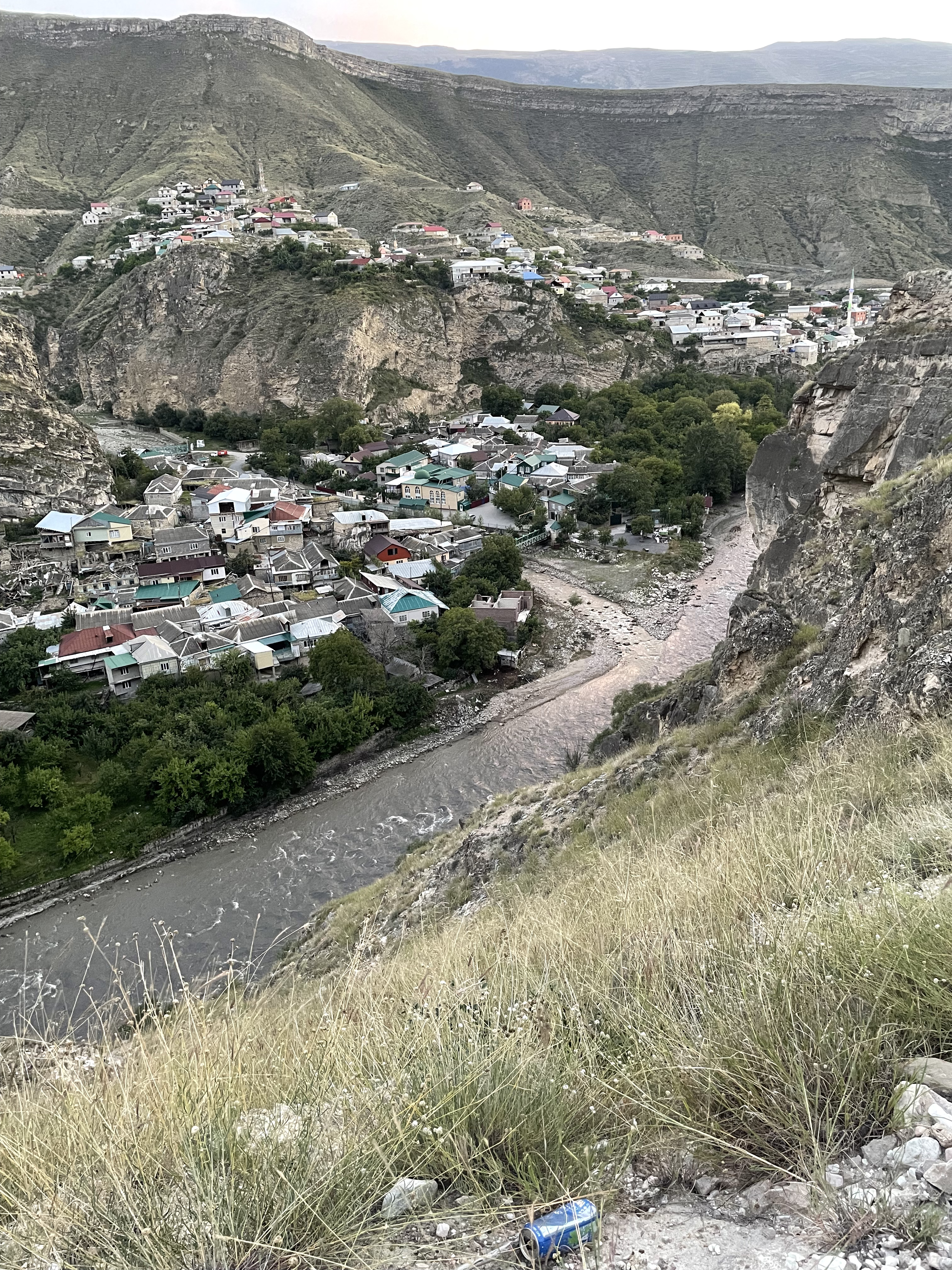
с.Нижнее Инхело у впадения р. Ахвах в Андийское Койсу

Район расположен в западной части Дагестана. Граничит на востоке с Гумбетовским, на юго-востоке — с Хунзахским, на юге — с Ахвахским и Цумадинским районами Дагестана. На севере и западе проходит граница с соседней Чеченской Республикой.
Площадь территории составляет 687,93 км².

## История
Территория современного района 20 июля 1861 года вошла в состав Андийского округа. Декретом ВЦИК от 20 января 1921 года Андийский округ был включен в состав Дагестанской АССР. Основными административно-территориальными единицами в составе округа были два участка — Технуцальский и Андийский. В состав Андийского участка входили села Анди, Гагатли, Гунха Технуцальского — Алак, Рахата, Ботлих, Годобери, Зибирхали, Кванхидатли, Миарсо, Муни, Нижнее Инхело, Тандо, Тасута, Тлох и Шодрода.
Ботлихский район как отдельная административно-территориальная единица образован 22 ноября 1926 года по проекту районирования Дагестана, утверждённому 4-й сессией ЦИК ДАССР 6-го созыва, как кантон с подчинением ему Гумбетовского района. Постановлением ВЦИК от 3 июня 1929 года кантон переименован в район. В связи с образованием в 1930 году Гумбетовского и в 1933 году Ахвахского районов соответствующие территории отошли в эти районы. Указом Президиума Верховного Совета РСФСР от 1 февраля 1963 года образован Ботлихский сельский район в границах Ахвахского, Ботлихского и части Гумбетовского районов. Указом Президиума Верховного Совета РСФСР от 12 января 1965 года сельский район преобразован в район в прежних границах.

## Население
| 1926    | 1939    | 1959    | 1970    | 1979    | 1989    | 2002    | 2009    | 2010    |
| ------- | ------- | ------- | ------- | ------- | ------- | ------- | ------- | ------- |
| 26 310  | ↘22 886 | ↘19 478 | ↗22 990 | ↗24 741 | ↗27 161 | ↗50 469 | ↗52 597 | ↗54 322 |
| 2011    | 2012    | 2013    | 2014    | 2015    | 2016    | 2017    | 2018    | 2019    |
| ↗54 600 | ↗54 786 | ↗55 308 | ↗55 757 | ↗56 399 | ↗57 227 | ↗57 908 | ↗58 467 | ↗59 077 |
| 2020    | 2021    | 2023    | 2024    | 2025    |         |         |         |         |
| ↗59 757 | ↗59 920 | ↗60 928 | ↗61 753 | ↗62 503 |         |         |         |         |

Согласно прогнозу Минэкономразвития России, численность населения будет составлять:
- 2024 — 63,74 тыс. чел.
- 2035 — 73,52 тыс. чел.

### Национальный состав
По данным Всероссийской переписи населения 2021 года население Ботлихского района составляет 60 512 человек.":
| Народ      | Численность, чел. | Доля от всего населения, % |
| ---------- | ----------------- | -------------------------- |
| аварцы     | 57 740            | 96,36 %                    |
| русские    | 139               | 0,23 %                     |
| другие     | 446               | 0,74 %                     |
| не указали | 1 595             | 2,66 %                     |
| всего      | 59 920            | 100,00 %                   |

## Территориальное устройство
Ботлихский район в рамках административно-территориального устройства включает сельсоветы и сёла.
В рамках организации местного самоуправления в одноимённый муниципальный район входят 20 муниципальных образований со статусом сельского поселения, которые соответствуют сельсоветам и сёлам.
| №  | Сельское поселение      | Административный центр | Количество населённых пунктов | Население (чел.) | Площадь (км²) |
| -- | ----------------------- | ---------------------- | ----------------------------- | ---------------- | ------------- |
| 1  | село Алак               | село Алак              | 1                             | ↘2956            | 18,23         |
| 2  | сельсовет Андийский     | село Анди              | 3                             | ↗7773            | 158,57        |
| 3  | сельсовет Ансалтинский  | село Ансалта           | 2                             | ↗5719            | 15,11         |
| 4  | село Ашали              | село Ашали             | 1                             | ↗944             | 10,78         |
| 5  | сельсовет Ботлихский    | село Ботлих            | 3                             | ↗12 784          | 50,69         |
| 6  | село Гагатли            | село Гагатли           | 1                             | ↘3720            | 28,62         |
| 7  | сельсовет Годоберинский | село Годобери          | 3                             | ↗3666            | 50,64         |
| 8  | село Зило               | село Зило              | 1                             | ↗1397            | 23,75         |
| 9  | село Кванхидатли        | село Кванхидатли       | 1                             | →877             | 9,79          |
| 10 | село Кижани             | село Кижани            | 1                             | ↗411             | 19,32         |
| 11 | село Миарсо             | село Миарсо            | 1                             | ↘2021            | 8,85          |
| 12 | сельсовет Мунинский     | село Муни              | 3                             | ↗4378            | 44,58         |
| 13 | село Нижнее Инхело      | село Нижнее Инхело     | 1                             | ↘2061            | 3,22          |
| 14 | село Рахата             | село Рахата            | 1                             | ↘3375            | 7,91          |
| 15 | сельсовет Рикванинский  | село Риквани           | 3                             | ↗1226            | 31,40         |
| 16 | село Тандо              | село Тандо             | 1                             | ↗860             | 16,27         |
| 17 | село Тлох               | село Тлох              | 1                             | ↗3774            | 45,66         |
| 18 | сельсовет Хелетуринский | село Хелетури          | 2                             | ↗1412            | 14,36         |
| 19 | сельсовет Чанковский    | село Чанко             | 5                             | ↗918             | 11,49         |
| 20 | сельсовет Шодродинский  | село Шодрода           | 2                             | ↗1307            | 14,56         |

## Населённые пункты
В районе 37 сельских населённых пунктов:
| №  | Населённый пункт | Тип  | Население | Сельское поселение      |
| -- | ---------------- | ---- | --------- | ----------------------- |
| 1  | Айтхан           | село | ↗5        | сельсовет Рикванинский  |
| 2  | Алак             | село | ↗3049     | село Алак               |
| 3  | Анди             | село | ↗7120     | сельсовет Андийский     |
| 4  | Ансалта          | село | ↗5277     | сельсовет Ансалтинский  |
| 5  | Анхвала          | село | ↘82       | сельсовет Шодродинский  |
| 6  | Анхо             | село | ↗36       | сельсовет Чанковский    |
| 7  | Ашали            | село | ↗986      | село Ашали              |
| 8  | Ашино            | село | ↗99       | сельсовет Ботлихский    |
| 9  | Беледи           | село | ↘54       | сельсовет Годоберинский |
| 10 | Ботлих           | село | ↘11 944   | сельсовет Ботлихский    |
| 11 | Гагатли          | село | ↗3869     | село Гагатли            |
| 12 | Годобери         | село | ↗3420     | сельсовет Годоберинский |
| 13 | Гунха            | село | ↗214      | сельсовет Андийский     |
| 14 | Джугут           | село | ↘301      | сельсовет Рикванинский  |
| 15 | Зибирхали        | село | ↘58       | сельсовет Годоберинский |
| 16 | Зило             | село | ↘1466     | село Зило               |
| 17 | Кванхидатли      | село | ↘909      | село Кванхидатли        |
| 18 | Кижани           | село | ↗439      | село Кижани             |
| 19 | Мехетури         | село | ↗46       | сельсовет Чанковский    |
| 20 | Миарсо           | село | ↗2122     | село Миарсо             |
| 21 | Муни             | село | ↗3400     | сельсовет Мунинский     |
| 22 | Нижнее Инхело    | село | ↗2104     | село Нижнее Инхело      |
| 23 | Новое Хелетури   | село | ↘595      | сельсовет Хелетуринский |
| 24 | Ортаколо         | село | ↗725      | сельсовет Мунинский     |
| 25 | Рахата           | село | ↗3538     | село Рахата             |
| 26 | Риквани          | село | ↗840      | сельсовет Рикванинский  |
| 27 | Рушуха           | село | ↘49       | сельсовет Мунинский     |
| 28 | Тандо            | село | ↗896      | село Тандо              |
| 29 | Тасута           | село | ↘262      | сельсовет Ботлихский    |
| 30 | Тлох             | село | ↗3942     | село Тлох               |
| 31 | Хандо            | село | ↘20       | сельсовет Чанковский    |
| 32 | Хелетури         | село | ↗794      | сельсовет Хелетуринский |
| 33 | Цибилта          | село | ↘18       | сельсовет Андийский     |
| 34 | Чанко            | село | ↗671      | сельсовет Чанковский    |
| 35 | Чубутла          | село | ↘229      | сельсовет Ансалтинский  |
| 36 | Шивор            | село | ↗95       | сельсовет Чанковский    |
| 37 | Шодрода          | село | ↗1170     | сельсовет Шодродинский  |

Кутаны
Ботлихскому району принадлежат ряд сёл-анклавов на территории ряда равнинных районов Дагестана: село Чубутла на территории Ногайского района, а также сёла Анхвала, Айтхан, Джугут, Новое Хелетури на территории Бабаюртовского района.
Без статуса отдельного населённого пункта имеются также следующие прикутанные хозяйства:
Алибекотар, Бутуш, Бюру-кутан, Каплановка, Комар-хутор, Полтавка, Старое Каратюбе, Старый Артезиан на территории Бабаюртовского района.

## Достопримечательности
На территории района много архитектурных и исторических памятников:  Бурочный цех в селении Рахата, Преображенская крепость, железный мост с. Нижнее Инхело, мечети сёл Анди, Годобери, Ботлих, Хелетури и боевые башни сёл Муни, Зило, шодродинское поселение, андийское поселение местности Хабочуи, памятник на братской могиле воинов революционного полка, погибшего в борьбе с бандами Гоцинского, памятник воинам-землякам, погибшим в ВОВ 1941—1945 годов, и другие. На левом берегу реки Андийское Койсу находятся остатки старинного города Ортаколо IX—X веков, знать которого была христианской, а простые люди соблюдали языческие обряды.

## Экономика
В 2016 году на базе Ботлихского завода технических средств ЭВМ, существовавшего здесь с декабря 1974 года, было создано новое производственное предприятие — Ботлихский радиозавод.
В селах Кванхидатли и Нижнее Инхело столетиями ведётся добыча соли.
По данным на 2010 год, в Ботлихском районе различные сельхозпредприятия эксплуатировали 7081 га пашни и других сельхозугодий, несмотря на дефицит сельхозтехники.

## Комментарии
Комментарии
1. ↑  авар. Болъихъ мухъ, агул. Ботлих район, азерб. Botlix rayonu, дарг. Ботлихла къатI, кум. Ботлих якъ, лак. Ботлихал кIану, лезг. Ботлих район, ног. Ботлих район, рут. Ботлих район, таб. Ботлих район, татск. Ботлих район, цахур. Ботлих район, чечен. Ботлихан кIошт.
2. ↑  Согласно конституции Дагестана, государственными языками на территории республики являются — русский, аварский, агульский, азербайджанский, даргинский, кумыкский, лакский, лезгинский, ногайский, рутульский, табасаранский, татский, цахурский и чеченский языки.
3. ↑  Под аварцами в данном случае следует понимать также и 13 андо-цезских народов и арчинцев, которые включены в состав аварцев[25].